# Beurteilung
Eine Beurteilung ist ein Werturteil über einen Sachverhalt, über Situationen oder Eigenschaften, Objekte oder über eine Person.

## Allgemeines
Wortbestandteil ist das Urteil im psychologischen Sinne. Beteiligte sind der Beurteilende und das Beurteilungsobjekt. Der Beurteilende ist eine natürliche Person, die einem Beurteilungsobjekt (Sachverhalt, Situation, Person usw.) einen Wert auf einer Urteilsdimension zuordnet. Die Urteilsdimension ist eine abgestufte Skala (gut – schlecht, zielbehindernd – zielfördernd; schwerwiegend – unbedenklich). Angewandte Skalen sind insbesondere Benotungen jeder Art, Schulnoten, Sportnoten, Ratings oder Kreditscorings. Beurteilen ist also das Bewerten eines Beurteilungsobjekts.
Der Beurteilende muss von seiner Wahrnehmung und seiner Fachkompetenz her imstande sein, das Beurteilungsobjekt zutreffend und umfassend beurteilen zu können. Dazu gibt es je nach Beurteilungsobjekt bestimmte übergeordnete Beurteilungskriterien, die vom Beurteiler anzuwenden sind. Beurteilungskriterien sind die vor der Beurteilung – nicht unbedingt durch den Beurteilenden – festgelegten Merkmale, die das Wesen des Beurteilungsobjekts vollständig erfassen sollen. Je mehr und je besser Beurteilungskriterien durch das Beurteilungsobjekt erfüllt werden, umso günstiger fällt die Urteilsdimension aus.

## Arten
Als Beurteilungsobjekte werden Sachverhalte, Situationen, Personen und Objekte erläutert:
- Sachverhalte: Die Beurteilung von Sachverhalten ist primär Aufgabe von Analysten, Ärzten, Gutachtern, Journalisten, Juristen, Sachverständigen und der Richter. Die Tätigkeit des Juristen setzt bereits bei der Bildung des seiner rechtlichen Beurteilung zugänglichen Sachverhalts ein.[1] Dabei sind die aufgeworfenen Tatfragen und Rechtsfragen durch Rechtsanwendung zu subsumieren. Analysten oder Journalisten müssen recherchierte Sachverhalte und Quellen zusammentragen, ordnen und einer Bewertung unterziehen.
- Situationen: Will beispielsweise ein Verbraucher seinen Bedarf decken und hat er hierfür die Auswahl zwischen mehreren alternativen Kaufobjekten, so kann er seine Kaufentscheidung nur aufgrund einer vorausgegangenen Beurteilung treffen. Als Beurteilungskriterien kommen hierbei vor allem die Bedürfnis-Pyramide, Präferenzen, Nutzen, Kaufpreise oder Produktqualität in Betracht. Sie zielen auf die vor dem Kauf unmittelbar beurteilbaren Leistungseigenschaften ab.[2] Nimmt er nun durch Anwendung dieser Kriterien ein hierzu passendes Produkt im Laden wahr, so wählt er dieses durch Kauf aus.
- Personen: Eine Beurteilung von Personen mit Folgewirkungen findet durch Schulzeugnisse (Schüler), Leistungsbeurteilung, Mitarbeiterbewertung (Arbeitnehmer in der Privatwirtschaft), dienstliche Beurteilung (Beamte und Berufs- und Zeitsoldaten), Arbeitszeugnisse (sonstige  Arbeitnehmer) oder Sportnoten (Sportler) statt. Folgewirkung bedeutet, dass diese Beurteilungen Grundlage für eine Versetzung (Schüler) oder Beförderung und Degradierung (Personalwesen) oder Sieg und Niederlage (Sportler) sind.
- Objekte: Beispielsweise spielt die Beurteilung von Beleihungsobjekten bei der Beleihung im Finanzwesen im Zusammenhang mit der Wertermittlung eine wichtige Rolle. Beurteilungsobjekt sind Immobilien (Wohn- und Gewerbeimmobilien), Beurteiler ist der in der Immobilienwirtschaft kundige Kreditanalyst, dem als Beurteilungskriterien Lage, Marktwert, Sachwert, Ertragswert und Beleihungswert/Beleihungsgrenze/Beleihungsauslauf zur Verfügung stehen. Urteilsdimension ist das Objektrating.

Auch weitere Beurteilungsobjekte wie Werkstoffe, Handlungen (Filmhandlung, Handlung eines Theaterstücks), Schwachstellen oder abstrakte Konstrukte (Aufbau- oder Ablauforganisation, Risiko) können Gegenstand einer Beurteilung sein. Risiken werden vom Risikoträger oder Dritten einer Risikobeurteilung unterzogen.

## Subjektivität
Beurteilungen bleiben trotz der angewandten Beurteilungskriterien stets subjektiv, denn Objektivität im naturwissenschaftlichen Sinne kann es bei der Beurteilung durch und von Personen nie geben. Wenn Menschen andere Menschen beurteilen, geht es stets um subjektive Auffassungen. Bereits die Auswahl der Beurteilungskriterien und ihre (zulässige) Gewichtung enthalten subjektive Elemente. Allenfalls kann relative Objektivität hergestellt werden. Die relative Objektivität einer Beurteilung ist erfüllt, wenn sie nicht von den persönlichen Beurteilungskriterien des Beurteilers abhängt. Die Wissenschaft spricht von „kontrollierter Subjektivität“ als wichtiger Voraussetzung zur Reduzierung von Beurteilungsfehlern.

## Beurteilungsfehler
Beurteilungsfehler gibt es bei der fehlenden oder falschen Wahrnehmung des Beurteilungsobjekts (Wahrnehmungsfehler) etwa durch selektive Wahrnehmung des Beurteilers, bei der fehlenden oder falschen Anwendung der Beurteilungskriterien sowie bei der fehlerhaften Anwendung der Urteilsdimension. Auch mangelnde Fachkompetenz ist ein Beurteilungsfehler. So kann es bei der Personalbeurteilung vorkommen, dass die Beteiligten bereits mit bestimmten Prägungen und Einstellungen in die Beurteilungssituation kommen, welche die gegenseitige Wahrnehmung der Personen, die zu beurteilenden Sachverhalte und schließlich die Ergebnisse der Leistungsbeurteilung wesentlich beeinflussen.
Fehlbeurteilungen können weitreichende Folgen haben. Eine ungerechtfertigt schlechte Beurteilung – etwa aufgrund des Halo-Effekts – kann bei Mitarbeitern zur Demotivation führen und möglicherweise eine Verschlechterung der gesamten Arbeitsleistung zur Folge haben. Eine fehlerhafte, zu gute Beurteilung – etwa wegen eines logischen Fehlers – kann zu einer Fehlbesetzung führen. Beides ist mit den Unternehmenszielen im Personalwesen unvereinbar.